# Râul Cotnari
Râul Cotnari este un curs de apă, afluent al râului Rășcana. 